# Butter-Rübling

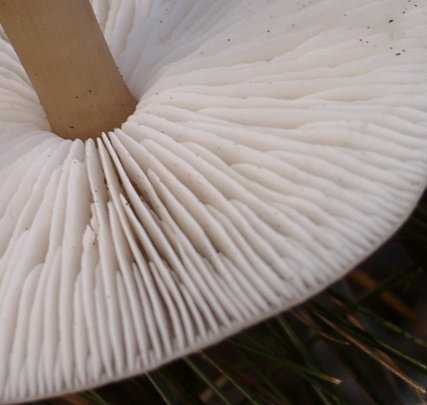
Blick auf die Hutunterseite des Butter-Rüblings (R. butyracea) mit den weißen, untermischten Lamellen

Der Butter- oder Kastanienrote Rübling (Rhodocollybia butyracea, Syn. Collybia butyracea) ist ein Speisepilz aus der Familie der Omphalotaceae.

## Merkmale

### Makroskopische Merkmale
Der Fruchtkörper ist in Hut und Stiel gegliedert und trägt auf der Hutunterseite Lamellen. Vela fehlen völlig. Der zäh-faserige Stiel ist 4–9 cm lang, an der Stielspitze glatt bis fein bereift, nach unten hin deutlich längsrillig und an der Basis aufgeblasen erweitert und dort häufig von lockerem, weißen Myzelfilz überzogen. Er ist jung rosabraun bis gelbbräunlich, dunkelt beim Altern von der Basis ausgehend nach, behält dabei aber die weiß-filzige Basis. Der zwischen 3–6 cm breite und 1–1,5 cm dicke Hut ist konvex, flach kissenförmig bis abgeflacht und oft stumpf gebuckelt. Die Hutränder wölben sich mit zunehmendem Alter oft nach oben. Er ist nicht bis kaum hygrophan, rotbraun und zur Mitte hin etwas dunkler gefärbt. Bei Nässe glänzt die Oberfläche fettig (Name!). Die weißlichen oder wässrig blassen Lamellen besitzen fein gekerbte Schneiden. Sie sind frei bis angeheftet, bisweilen zudem, wenn angeheftet, mit kleinem, herblaufendem Zahn. Der Pilz riecht unauffällig oder schwach fruchtig. Das Sporenpulver ist blass ocker mit leichtem rosa Schein.

### Mikroskopische Merkmale
Die Sporen sind lanzettlich, 6,5–8,5 (9,0) × 3,0–4,0 (4,5) µm groß, zunächst dünnwandig und nicht dextrinoid, werden beim Liegen (Nachreifprozess, nur in feuchter Umgebung) jedoch dickwandig und deutlich dextrinoid. Die Cheilozystiden (Zystiden der Lamellenschneide) sind zerstreut bis häufig, untermischt mit Basidien, daher recht unauffällig, 15–35 × 3,0–10 µm groß, keulenförmig oder subzylindrisch, teils irregulär bis koralloid geformt. Pleurocystiden (Zystiden an den Lamellenflächen) und Caulocystiden (Zystiden an der Stieloberfläche) fehlen. Die Lamellentrama ist subregulär (besteht großteils aus parallel laufenden Hyphen, jedoch laufen, je näher man zur Lamellenschneide kommt, mehr Hyphen quer dazu). Schnallen treten in den Deckschichten (Hutdeckschicht, Stieldeckschicht) und im Hymenium häufig auf, sind in der Trama jedoch selten.

## Artabgrenzung
Die Art kann mit dem Winter-Schüppling (Meottomyces dissimulans) mit einem beringten Stiel und einem oft schleimigen Hut und dem giftigen Niedergedrückten Rötling (Entoloma rhodopolium), der keinen solchen Kontrast zwischen weißen Lamellen und speckig braunem Hut hat, verwechselt werden.
Ähnliche Arten innerhalb der Gattung sind der Fädige Rübling (Rhodocollybia filamentosa), dessen Farbe und Habitus sehr ähnlich ist, der aber einen eingewachsen faserigen Hut und gesägte Lamellenschneiden hat, und der Kerbblättrige Rübling (Rhodocollybia prolixa) mit lebhafter rötlichen Farben, ebenfalls gekerbten Lamellenschneiden und ohne den speckig glänzenden Hut.
Sehr ähnlich ist außerdem der Horngraue Rübling (Rhodocollybia asema), der lange Zeit nur als grauhütige Form des Butter-Rüblings betrachtet wurde (Näheres dazu im Abschnitt Systematik).

## Ökologie
Der Butterrübling findet sich von Juni bis November. Als euryöke Art kommt er in Nadel- und Laubwäldern auf meist nährstoffarmen, aber auch nährstoffreicheren Böden vor, gern auch in sehr sauren, krautigen, flechten- und humusreichen Habitaten.
Der Butter-Rübling ist ein Ektomykorrhizapilz. Aufgrund eines C- und N-Isotopenverhältnisses, welches typisch für saprobe Arten ist, und wegen seines schnellen Myzelwachstums auf Agarplatten, wird diskutiert, ob er trotz des Nachweises einer Ektomykorrhiza nicht zumindest fakultativ saprob leben kann. Ähnliches gilt für den Gefleckten Rübling (Rhodocollybia maculata), bei der in Kultur eine Ektomykorrhiza mit Pinus pinaster ausgebildet hat.

## Verbreitung
Die Art ist im borealen und temperaten Europa weit verbreitet und häufig, jedoch zerstreut.

## Systematik

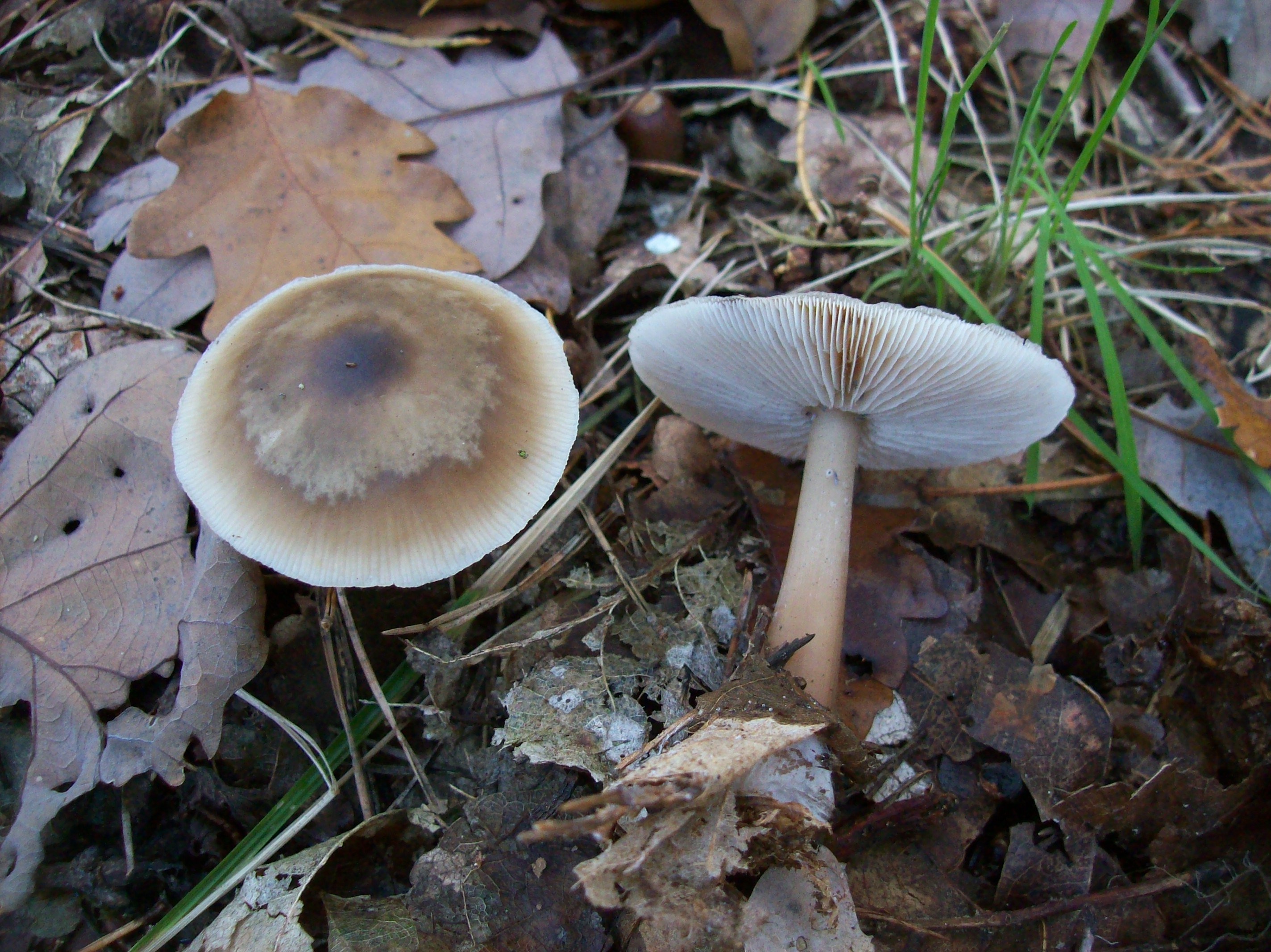
Beim Horngrauen Rübling (Rhodocollybia asema) ist der Hut hygrophan und graubraun gefärbt.

Die Art wurde zuerst 1792 von Jean Baptiste Francois Bulliard als Agaricus butyraceus erstbeschrieben und der Gattung der Champignons (Agaricus) zugeordnet. Im Jahr 1871 erkannte Ferdinand Kummer, dass es sich nicht um einen Champignon handelte und ordnete den Pilz der Gattung der Rüblinge (Collybia) zu. Erst 1979 wurde die Art dann von Joanne Williams Lennox in die Gattung der Rosasporrüblinge (Rhodocollybia) gestellt und bekam ihren heute gültigen Namen Rhodocollybia butyracea.
Der Horngraue Rübling (Rhodocollybia asema) wurde zunächst als eigenständige Art mit dem wissenschaftlichen Namen Collybia asema (Fr.) Gillet. beschrieben, dann jedoch lange Zeit als grauhütige Form des Butter-Rüblings (R. butyracea f. asema oder als Varietät var. asema) betrachtet, auch deshalb, weil sie sich mikroskopisch nicht unterscheidet. Phylogenetische Untersuchungen aus dem Jahr 2021 zeigen, dass R. butyracea und R. asema zwei deutlich getrennte Kladen bilden und folglich als unterschiedliche Arten betrachtet werden müssen.
R. asema ist südlicher verbreitet als R. butyracea; während sie in Mitteleuropa deutlich häufiger zu finden ist als R. butyracea, kommt sie in Skandinavien nicht vor. Außerdem bevorzugt die Art kalkhaltige, basische, krautarme und nährstoffreiche Böden. Sie ist etwas dünnfleischiger als R. butyracea und hat einen mehr grauen, gelbbraunen oder graubraunen, flacheren und stark hygrophanen Hut mit dunklerem Zentrum.

## Speisewert
Die Art ist essbar. Meist werden nur die Hüte verwendet, da die Stiele recht zäh sind. Das Hutfleisch weist einen mehligen Geschmack auf und wird daher von vielen Sammlern nur gering geschätzt. Es eignet sich jedoch für Mischpilzgerichte.